# Всероссийский дубровинский союз русского народа
Всероссийский Дубровинский Союз Русского народа (ВДСРН) — русская православно-монархическая патриотическая организация, существовавшая в Российской империи в 1912—1917 годах.

## История
Образовалась в результате раскола в Союзе русского народа — крупнейшей монархической организацией в Российской империи. К 1909 году в СРН оформилось два течения. Первое — во главе с его председателем А. И. Дубровиным стояло на крайне правых позициях, не принимая третьеиюньскую политическую систему. Это течение вобрало в себя значительную часть рабочих (недовольных политикой П. А. Столыпина, уделявшего главное внимание российской деревне), крестьян (недовольных столыпинской аграрной реформой, имевшей своей целью разрушение общины, в которой средние и беднейшие слои крестьянства, составлявшие основу социальной базы СРН в деревне, видели эффективный инструмент своей социальной защиты), а также часть интеллигенции. Второе (националистическое) течение во главе с Н. Е. Марковым и С. А. Володимеровым состояло в основном из представителей высших слоев, в первую очередь помещиков, примирилось с политическими реформами и взяло курс на сотрудничество с правительством.
В течение 1909—1910 годов происходило постепенное выдавливание из Главного Совета СРН сторонников Дубровина, так что к 1911 году они оказались в меньшинстве, а доля «обновленцев» — сторонников Маркова — существенно возросла. Тогда Дубровин сложил с себя полномочия председателя СРН.
21 ноября — 1 декабря 1911 в Москве Дубровин провёл съезд своих сторонников (5-й Всероссийский съезд Союза Русского Народа), на котором «обновленческий» Главный Совет, был объявлен «незаконным» и «отошедшим от идей Союза Русского Народа», были исключены из Союза все его члены. Был избран свой Главный Совет в составе 12 членов (А. И. Дубровин, Е. А. Полубояринова, А. И. Соболевский, Н. Н. Жеденов, А. Н. Борк, Б. В. Никольский, А. В. Блинов, А. Ю. Сакович, Н. П. Покровский, Л. Б. Маляго, Е. А. Мамчич и Г. Г. Надеждин), 6 кандидатов в члены (Н. Ф. Волков, П. И. Денисов, Н. Н. Шавров, Н. В. Оппоков, Н. М. Рахманов и Н. С. Залевский) и впервые 12 кандидатов в члены от провинции, что свидетельствовало о повышении политического веса региональных структур (И. Н. Кацауров из Ярославля, В. А. Балашев из Москвы, Н. Н. Тиханович-Савицкий из Астрахани, А. Х. Давыдов из Гомеля, архимандрит Виталий (Максименко) из Почаева, о. С. Иеремия-Чекан из Бессарабии, В. К. Чириков из Ростова-на-Дону, Л. Г. Епифанович из Новочеркасска, прот. Д. Успенский из Ковно, В. П. Разнатовский из Тулы, М. Т. Попов из Тамбова и А. Т. Соловьев из Казани). Региональным организациям предлагалось подтвердить своё подчинение новому Главному Совету.
Сторонники Маркова в мае 1912 провели Четвёртый Всероссийский Съезд Союза Русского Народа в Петербурге 13—15 мая 1912, а также Пятый Всероссийским Съездом Русских Людей в Петербурге 16—20 мая 1912. Эти мероприятия показали, что и Марков пользуется достаточно заметной поддержкой как участников СРН в Петербурге, так и региональных отделений. Поэтому возник вопрос о юридическом размежевании организаций и в августе 1912 был официально зарегистрирован устав Всероссийского Дубровинского Союза Русского народа, согласно которому целью Союза провозглашалось «сохранение России единой и неделимой — при господстве в ней Православия, при неограниченности Царского Самодержавия и первенстве Русского Народа». Печатный орган Союза русского народа — газеты «Русское знамя» поддержала Дубровина и стала печатным органом новой организации.
Членами Союза могли быть «только природные православные русские люди, обоего пола, всех сословий и состояний, признавшие себя осведомленными в целях Союза и преданные им. Перед вступлением они обязаны дать обещание не вступать в общение с какими-либо сообществами, преследующими цели, несогласные с задачами Союза». Кандидат должен был заручится поддержкой двух членов Союза. Инородцев можно было принимать только по решению Главного Совета. Не принимались в союз евреи, лица, хотя бы один из родителей которых был еврей, и лица, состоящие в браке с евреем.
В 1912—1914 годах было создано ряд новых отделов ВДСРН (в Пермской губернии, Нижегородской губернии, Варшаве, Либаве, Владикавказе, Хасав-Юрте, в Киевской, Подольской, Волынской и Казанской губерниях, в Петербурге и Москве, Саратовской губернии, Владимире, Екатеринбурге, Екатеринославе, Томске, Пензе и др.), проведена кампания по борьбе с пьянством, ВДСРН часто выступал в качестве защитника своих членов и вообще обратившихся к нему перед органами государственной власти и отдельными чиновниками.
С началом Первой мировой войны Союз провёл ряд кампаний по помощи Русской армии и членам семей фронтовиков. В 1915—1916 годах произошло сближение дубровинской и марковской организаций, вызванное необходимостью сплочения монархических сил перед лицом растущей оппозиции Самодержавию, в частности, выразившейся в создании Прогрессивного блока в IV Государственной думе. Были проведены ряд монархических съездов и совещаний, Создан Совет монархических съездов, в который вошли сторонники как Дубровина, так и Маркова, проведён ряд совместных мероприятий, выпущены совместные обращения.
На этот же период пришлись и репрессии властей против ВДСРН.
После Февральской революции ВДСРН был запрещён, а А. И. Дубровин был арестован и расстрелян по приговору ВЧК.